# Rascal (jeu vidéo)
Pour l’article homonyme, voir Rascal.
Rascal, également connu sous le nom de Bubblegun Kid (バブルガンキッド) au Japon, est un jeu vidéo de plates-formes développé par Traveller's Tales et édité par Psygnosis (Takara au Japon), commercialisé en Europe en mars 1998, en Amérique du Nord le 31 mars 1998, et au Japon le 19 mars 1999 sur console PlayStation. Le personnage principal et divers ennemis du jeu ont été réalisés chez Jim Henson's Creature Shop.

## Scénario
Le professeur Clockwise, dans son laboratoire, ajoute sa dernière touche dans la conception d'une machine à remonter dans le temps, cependant il est menacé par une ombre. Tandis que son fils, Callum « Rascal » Clockwise, emprunte un passage secret qui mène directement au laboratoire de son père, ce dernier est attaqué par deux extraterrestres en soucoupe volante. Rascal parvient finalement à les semer et à accéder dans le laboratoire de son père par la porte blindée de sécurité. Au laboratoire, il croise Chronon, le maléfique maitre du temps, prenant son père en otage et possession du « Bubble Gun », un pistolet de son invention ; Chronon, cependant, active malencontreusement la machine à remonter dans le temps, celle-ci l'aspirant lui et son père. Le Bubble Gun lui échappe des mains, et Rascal le récupère avec, pour pensée, de sauver son père de Chronon. Rascal traverse le temps et réussit à sauver son père.

## Système de jeu
Dans le jeu, le joueur incarne le personnage de Rascal armé de son « Bubble Gun », un pistolet à bulles, traversant six différents mondes, qui partent de l'ère médiévale, jusque dans une ville du far west. Le joueur démarre depuis le foyer de Rascal et accède aux divers niveaux via des portails dimensionnels. Dans pratiquement chaque niveau, le joueur doit récupérer six clés pour accéder au portail suivant.

## Accueil
Le jeu est mal accueilli par l'ensemble des critiques et rédactions. Le jeu présente des problèmes de caméras et des pertes de contrôles sur le personnage forçant les joueurs à anticiper l'atterrissage du personnage lors des sauts. GameSpot attribue au jeu un 4 sur 10, tandis que Now Gamer lui attribue un 7 sur 10.